# 다카시로 노부히로
다카시로 노부히로(일본어: 高代 延博, 1954년 5월 27일 ~ )는 일본의 전 프로 야구 선수이자 전 야구 지도자, 야구 해설가·평론가이다.
선수 시절인 1985년부터 1988년까지 등록명은 다카시로 신야(高代 慎也)였다.

## 인물

### 선수 시절
지벤가쿠엔 고등학교에서 호세이 대학으로 진학했고, 도쿄 지역 6개 대학 야구팀으로 구성된 도쿄 6대학 리그에서는 3학년 때부터 출장하고, 3학년 가을에 수위타자가 되었다. 리그 통산 50경기에 출장해서 190타수 55안타 타율 0.289 1홈런 17타점을 기록했고, 베스트 나인에 3회 수상한 경력이 있다.
대학 졸업 후 사회인 야구 팀인 도시바 경식 야구부를 거쳐서 1979년 드래프트 1순위로 닛폰햄 파이터스에 입단, 데뷔 때부터 주전 유격수로 정착해 골든 글러브상을 수상받았다. 1980년에는 베스트 나인에도 선정되었고, 1981년에는 팀의 퍼시픽 리그 우승에도 공헌을 세웠다.
170cm에 못미치는 체격임에도 불구하고 근성이 뛰어나 스가노 미쓰오, 후루야 히데오 등과 함께 팀의 주력으로 활약했다. 1988년 웨이버 공시로 방출되었지만 새 감독으로 취임한 호세이 대학 야구부의 대선배인 야마모토 고지에게 부름을 받아 히로시마 도요 카프로 이적했지만 1989년에 현역에서 은퇴했다.

### 그 후
은퇴 후에는 1990년부터 1998년까지 히로시마 도요 카프의 1·2군 수비 주루 코치, 1999년부터 2001년까지 주니치 드래건스 1군 수비 주루 코치, 2002년 닛폰햄 파이터스의 타격 코치, 2003년 지바 롯데 마린스 1군 수석 코치 겸 수비 주루 코치, 2004년부터 2008년까지 주니치 드래건스 1군 수석 코치를 역임했다.
이듬해 2009년 월드 베이스볼 클래식에서는 일본 대표팀 내야 수비 주루 코치로 발탁되어 3루 베이스 코치를 담당해 WBC 일본 대표팀의 연패에 공헌했다. 또 논의적으로 요미우리 자이언츠의 가메이 요시유키의 대표 입단을 추천한 장본인이기도 하다. WBC 종료 후 주식회사 슈퍼 에이전트와 매니지먼트 계약해 도쿄 주니치 스포츠로 야구 평론가, 선수 시절에 뛰었던 도시바 경식 야구부에서 임시 코치를 맡기도 했다.
2009년 10월, KBO 리그인 한화 이글스의 임시 인스트럭터로 초빙을 받았고, 2010년에는 한화 이글스 종합 코치를 1년 간 맡았다. 2011년에는 오릭스 버펄로스의 수석 코치로 부임했지만 이듬해 2012년 9월 25일에 오카다 아키노부 감독이 팀 성적 부진에 의해 물러난 것에 의해 시즌 종료 후 오릭스를 퇴단했다. 같은 해 10월 10일에는 2013년 월드 베이스볼 클래식 일본 대표팀의 코치(내야 수비 주루 코치)로 발탁되었다.

## 상세 정보

### 출신 학교
- 지벤가쿠엔 고등학교
- 호세이 대학

### 선수 경력
- 닛폰햄 파이터스(1979년 ~ 1988년)
- 히로시마 도요 카프(1989년)

### 지도자·기타 경력
- 히로시마 도요 카프 2군·1군 수비 주루 코치(1990년 ~ 1998년)
- 주니치 드래건스 1군 수비 주루 코치(1999년 ~ 2001년)
- 닛폰햄 파이터스 타격 코치(2002년)
- 지바 롯데 마린스 1군 수석 코치 겸 수비 주루 코치(2003년)
- 주니치 드래건스 1군 야수 종합 코치(2004년 ~ 2008년)
- 월드 베이스볼 클래식 일본 대표팀 내야 수비 주루 코치(2009년, 2013년)
- 한화 이글스 1군 종합 코치(2010년)
- 오릭스 버펄로스 1군 수석 코치(2011년 ~ 2012년)
- 한신 타이거스 1군 작전 겸 종합 코치(2014년 ~ 2018년)
- 한신 타이거스 2군 총괄 코치(2019년 ~ 2020년)

### 수상·타이틀 경력
- 베스트 나인 : 1회(1980년)
- 다이아몬드 글러브상 : 1회(1979년)

### 개인 기록

#### 첫 기록
- 첫 출장·첫 선발 출장 : 1979년 4월 7일, 대 롯데 오리온스 전기 1차전(고라쿠엔 구장), 8번·유격수로서 선발 출장
- 첫 안타 : 1979년 4월 12일, 대 난카이 호크스 전기 3차전(고라쿠엔 구장), 5회말에 사사키 고이치로로부터
- 첫 타점 : 1979년 4월 24일, 대 긴테쓰 버펄로스 전기 3차전(고라쿠엔 구장), 4회말에 이모토 다카시로부터
- 첫 홈런 : 1979년 5월 17일, 대 세이부 라이온스 전기 10차전(세이부 라이온스 구장), 2회초에 히가시오 오사무로부터 선제 2점 홈런

#### 기타
- 올스타전 출장 : 3회(1979년, 1980년, 1983년)

### 등번호
- 2(1979년 ~ 1988년)
- 5(1989년)
- 70(1990년 ~ 1995년)
- 81(1996년 ~ 1998년, 2004년 ~ 2008년)
- 86(1999년 ~ 2001년)
- 87(2002년 ~ 2003년)
  - 63(2009년 월드 베이스볼 클래식)
- 78(2011년 ~ 2012년)
- 70(2014년 ~ 2020년)

### 연도별 타격 성적
| 연 도       | 소 속       | 경 기 | 타 석 | 타 수 | 득 점 | 안 타 | 2 루 타 | 3 루 타 | 홈 런 | 루 타 | 타 점 | 도 루 | 도 루 자 | 희 생 번 | 희 생 플 | 볼 넷 | 고 4 | 사 구 | 삼 진 | 병 살 타 | 타 율 | 출 루 율 | 장 타 율 | O P S |
| ----------- | ----------- | ----- | ----- | ----- | ----- | ----- | ------- | ------- | ----- | ----- | ----- | ----- | -------- | -------- | -------- | ----- | ---- | ----- | ----- | -------- | ----- | -------- | -------- | ----- |
| 1979년      | 닛폰햄      | 123   | 432   | 397   | 48    | 99    | 19      | 1       | 7     | 141   | 47    | 14    | 5        | 11       | 6        | 16    | 0    | 2     | 39    | 8        | .249  | .278     | .355     | .633  |
| 1980년      | 닛폰햄      | 119   | 438   | 383   | 55    | 103   | 14      | 0       | 5     | 132   | 35    | 11    | 6        | 13       | 4        | 33    | 0    | 5     | 39    | 8        | .269  | .332     | .345     | .677  |
| 1981년      | 닛폰햄      | 86    | 352   | 325   | 50    | 87    | 14      | 1       | 7     | 124   | 40    | 2     | 3        | 6        | 2        | 17    | 0    | 2     | 23    | 7        | .268  | .306     | .382     | .688  |
| 1982년      | 닛폰햄      | 116   | 442   | 385   | 37    | 101   | 18      | 1       | 3     | 130   | 33    | 3     | 2        | 22       | 1        | 32    | 0    | 2     | 22    | 10       | .262  | .321     | .338     | .659  |
| 1983년      | 닛폰햄      | 124   | 551   | 466   | 69    | 128   | 25      | 0       | 9     | 180   | 55    | 12    | 3        | 27       | 4        | 44    | 0    | 10    | 31    | 7        | .275  | .347     | .386     | .733  |
| 1984년      | 닛폰햄      | 33    | 122   | 107   | 12    | 28    | 4       | 0       | 5     | 47    | 18    | 0     | 0        | 5        | 1        | 8     | 0    | 1     | 12    | 2        | .262  | .316     | .439     | .755  |
| 1985년      | 닛폰햄      | 111   | 492   | 402   | 61    | 109   | 18      | 2       | 11    | 164   | 58    | 5     | 2        | 41       | 3        | 40    | 1    | 5     | 43    | 9        | .271  | .341     | .408     | .749  |
| 1986년      | 닛폰햄      | 113   | 422   | 355   | 54    | 80    | 15      | 2       | 8     | 123   | 39    | 4     | 2        | 20       | 4        | 40    | 1    | 3     | 48    | 9        | .225  | .308     | .346     | .654  |
| 1987년      | 닛폰햄      | 58    | 180   | 147   | 17    | 29    | 2       | 0       | 2     | 37    | 17    | 2     | 5        | 5        | 3        | 25    | 2    | 0     | 27    | 3        | .197  | .309     | .252     | .561  |
| 1988년      | 닛폰햄      | 10    | 16    | 12    | 1     | 0     | 0       | 0       | 0     | 0     | 0     | 0     | 0        | 1        | 0        | 3     | 0    | 0     | 1     | 0        | .000  | .000     | .000     | .000  |
| 1989년      | 히로시마    | 24    | 35    | 32    | 2     | 8     | 1       | 0       | 0     | 9     | 4     | 1     | 1        | 0        | 1        | 2     | 0    | 0     | 6     | 1        | .250  | .286     | .281     | .567  |
| 통산 : 11년 | 통산 : 11년 | 917   | 3482  | 3011  | 406   | 772   | 130     | 7       | 57    | 1087  | 346   | 54    | 29       | 151      | 29       | 260   | 4    | 30    | 291   | 64       | .256  | .319     | .361     | .680  |